# Wilhelm Zlamal

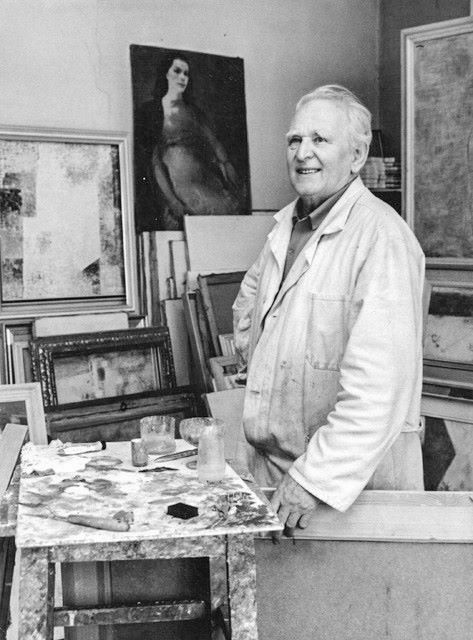
Wilhelm Zlamal (1990)

Wilhelm Zlamal (auch Vilém Zlamal, Willy Zlamal; * 10. Oktober 1915 in Šternberk; † 22. Dezember 1995 ebenda) war ein tschechischer Porträt- und Landschaftsmaler deutscher Nationalität. 

## Leben
Wilhelm Zlamal studierte Malerei im Kurs in Berlin, dann an der Akademie der Künste in Prag. Dort war sein Lehrer Max Švabinský. Anschließend studierte er an der Akademie der Bildenden Künste München. Obwohl er Sudetendeutscher war, wurde er nicht aus der Tschechoslowakei vertrieben.
Er spezialisierte sich auf Porträt- und Landschaftsmalerei.